# Justizbeitreibungsgesetz
Das Justizbeitreibungsgesetz (JBeitrG, bis 2016 Justizbeitreibungsordnung, JBeitrO) regelt in Deutschland die Vollstreckung („Beitreibung“) von Geldstrafen, Geldbußen, Ordnungsgeldern, Zwangsgeldern und Gerichtskosten. Es gilt sowohl für die Justizbehörden des Bundes als auch für die der Länder, weil es durch Gesetze der Länder für anwendbar erklärt wird.

## Inhalt
§ 2 JBeitrG bestimmt, welche Behörde als Vollstreckungsbehörde für die Beitreibung zuständig ist. Nach § 6 JBeitrG gelten für die Vollstreckung eine Reihe von Vorschriften der Zivilprozessordnung sinngemäß. Jedoch wird bei der Vollstreckung in Forderungen der Pfändungs- und Überweisungsbeschluss von der Vollstreckungsbehörde erlassen. An die Stelle des Gerichtsvollziehers tritt der Vollziehungsbeamte.
Die Abnahme der Vermögensauskunft beantragt die Vollstreckungsbehörde gemäß § 7 JBeitrG bei dem zuständigen Gerichtsvollzieher; die Vollstreckung in unbewegliches Vermögen beantragt sie bei dem zuständigen Amtsgericht. Der Antrag ersetzt den vollstreckbaren Schuldtitel.

## Geschichte

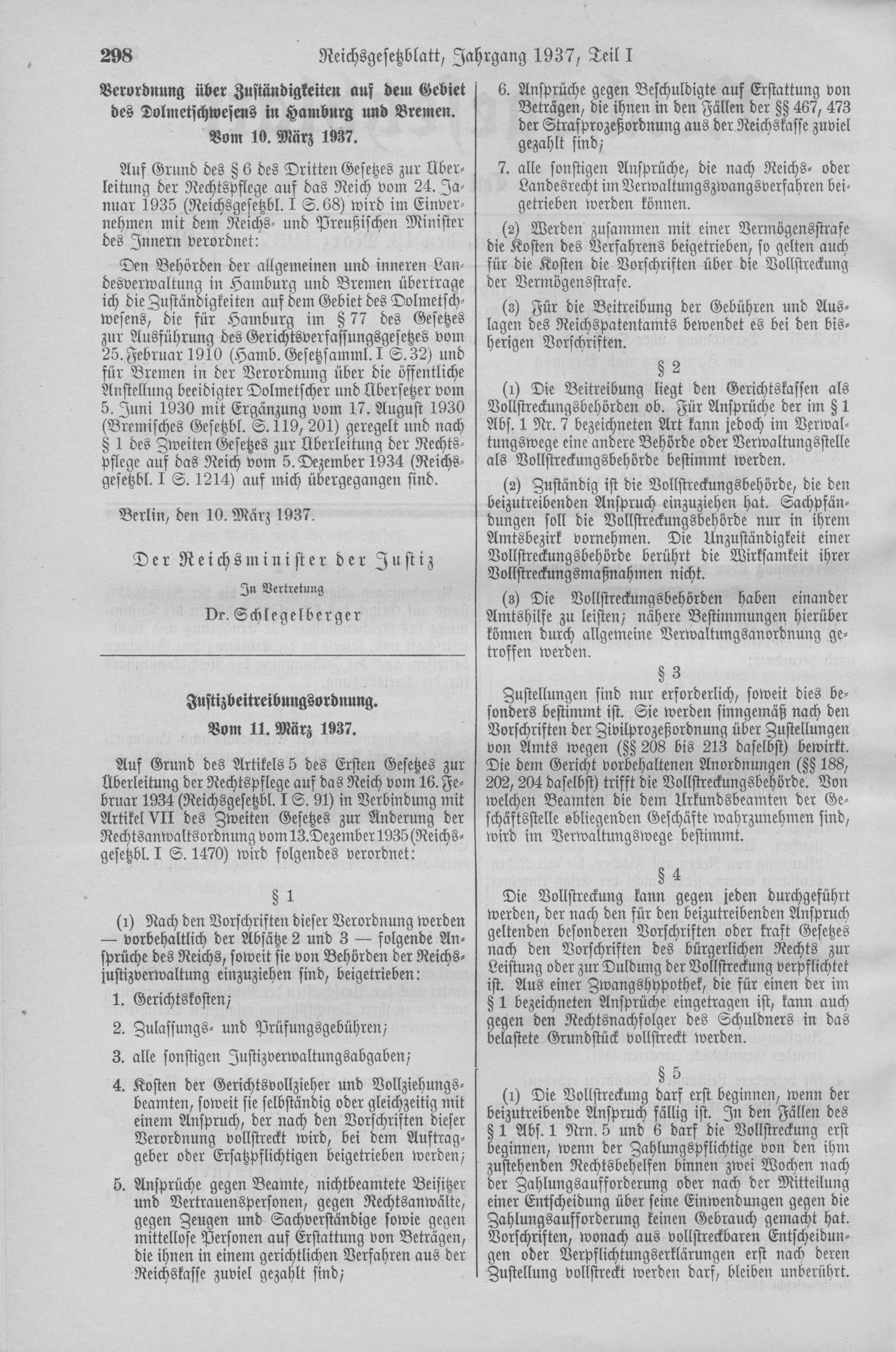
Justizbeitreibungsordnung vom 11. März 1937

Die Justizbeitreibungsordnung (JBeitrO) vom 11. März 1937 war eine Rechtsverordnung des Reichsministers der Justiz und trat am 1. April 1937 in Kraft. Sie galt als vorkonstitutionelles Recht nach Art. 123 Grundgesetz fort. Ihre Verordnungsermächtigungen, Art. 5 des Ersten Gesetzes zur Überleitung der Rechtspflege auf das Reich vom 16. Februar 1934 und Art. VII des Zweiten Gesetzes zur Änderung der Rechtsanwaltsordnung vom 13. Dezember 1935 waren außer Kraft getreten. Dies berührte die Gültigkeit der Rechtsverordnung jedoch nicht.
2016 wurde die Justizbeitreibungsordnung im Rahmen einer Rechtsbereinigung in „Justizbeitreibungsgesetz“ umbenannt und 2017 neu bekannt gemacht.